# Soy (Lali Espósito)
Soy è il secondo album in studio della cantante argentina Lali Espósito, pubblicato il 20 maggio 2016 dalla Sony Music.
A sole poche ore dal lancio sul mercato discografico viene certificato disco d'oro con oltre 20 000 copie vendute. Il CD si posiziona in vetta alle vendite digitali di Paesi come: Argentina, Cile, Perù, Colombia, Italia, Spagna e Israele. L'album è preceduto dal singolo promozionale omonimo Soy. In Italia è disponibile a partire dal 16 settembre 2016.

## Il successo commerciale
Nel primo giorno di pubblicazione, riscuote già da subito grandissimo successo a livello internazionale, posizionandosi direttamente alla posizione #2 ITunes Argentina, Colombia, Perù, Israele ed entrando nella Top 10 di ITunes Spagna, Messico, Cile e Paraguay; inoltre il cd rimane stabilmente nella Top 50 di ITunes Italia e Brasile. 
A sole 3 ore dalla pubblicazione, l'album viene certificato Disco d'Oro dalla CAPIF (Cámara Argentina de Productores de Fonogramas y Videogramas) con oltre 20 000 copie vendute.

## Tracce
1. Soy – 3:31 (Lali Espósito, Gustavo Novello Pablo, Akselrad Luis Burgio)
2. Único – 3:42 (Espósito, Akselrad, Burgio, Novello)
3. Tu revolución – 3:48 (Espósito, Akselrad, Burgio, Novello)
4. Cree en mi – 3:53 (Espósito, Akselrad, Burgio, Novello)
5. Irresistible – 3:22 (Espósito, Akselrad, Burgio, Novello)
6. Ego – 3:51 (Gavin Jones, Tobias Lundgren, Johan Fransson, Tim Larsson, Espósito, Novello, Akselrad Burgio)
7. Boomerang – 4:26 (Will Simm, Ayak Thiik, Espósito, Novello, Akselrad Burgio)
8. Mi religión – 4:04 (Espósito, Akselrad, Burgio, Novello)
9. Lejos de mí – 4:05 (Espósito, Akselrad, Burgio, Novello)
10. Amor es presente – 3:12 (Espósito, Akselrad, Burgio, Novello)
11. Ring na na – 3:49 (Eric McCarthy, David Kaneswaran, Michael Angelo, Espósito, Novello, Akselrad, Burgio)
12. Bomba – 2:54 (Espósito, Akselrad, Burgio, Novello)
13. Reina – 3:37 (Espósito, Akselrad, Burgio, Novello)

## Classifiche
| Classifica (2016)                         | Posizione massima |
| ----------------------------------------- | ----------------- |
| Uruguay (CUDISCO Albums Charts)           | 1                 |
| Venezuela (Top 40 Albums Venezuela)       | 1                 |
| Ecuador (Top Albums semanal IFPI Ecuador) | 1                 |
| Italia (FMI)                              | 5                 |
| Spagna (Álbums Charts España PROMUSICAE)  | 6                 |
| Israele (Israel Albums Charts)            | 1                 |
| Messico (Top 100 Álbuns AMPROFON)         | 27                |
| Argentina (Albums Charts CAPIF)           | 1                 |

## Date di pubblicazione
| Paese       | Data              | Edizione                     | Etichetta                  |
| ----------- | ----------------- | ---------------------------- | -------------------------- |
| Mondo       | 20 maggio 2016    | Download digitale, streaming | Sony Music, Ariola Records |
| Argentina   | 20 maggio 2016    | CD                           | Sony Music Argentina       |
| Uruguay     | 3 giugno 2016     | CD                           | Sony Music Argentina       |
| Perù        | 9 giugno 2016     | CD                           | Sony Music Argentina       |
| Venezuela   | 10 giugno 2016    | CD                           | Sony Music Argentina       |
| Cile        | 15 giugno 2016    | CD                           | Sony Music Argentina       |
| Costa Rica  | 17 giugno 2016    | CD                           | Sony Music Argentina       |
| Ecuador     | 20 giugno 2016    | CD                           | Sony Music Argentina       |
| Spagna      | 24 giugno 2016    | CD                           | Sony Music Spain           |
| Israele     | 14 luglio 2016    | CD                           | Sony Music, NMC Music      |
| Messico     | 15 luglio 2016    | CD                           | Sony Music México          |
| Italia      | 16 settembre 2016 | CD                           | Sony Music Italy           |
| El Salvador | 13 novembre 2016  | CD                           | Sony Music                 |